# Horquetas
Horquetas è un distretto della Costa Rica facente parte del cantone di Sarapiquí, nella provincia di Heredia.
Horquetas comprende 18 rioni (barrios):
- Cerro Negro
- Colonia Bambú
- Colonia Colegio
- Colonia Esperanza
- Colonia Huetar
- Colonia Nazareth
- Colonia Victoria
- Colonia Villalobos
- Cubujuquí

- Chiripa
- Fátima
- Isla
- Rambla
- Río Frío
- San Bernardino
- Santa Clara
- Tapaviento
- Tigre